# 漏洞
漏洞或脆弱性，是指计算机系统安全方面的缺陷，使得系统或其应用数据的保密性、完整性、可用性、访问控制等面临威胁。
在《GB/T 25069-2010 信息安全技术 术语》，将脆弱性定义为“资产中能被威胁所利用的弱点”。
许多安全漏洞是程序错误导致的，此时可叫做安全錯誤（英語：Security bug），但并不是所有的安全隐患都是程序安全錯誤导致的。

## 原因
- 複雜：大型的複雜系統會增加缺陷以及未預期文件系统权限的可能性[3][4]。
- 熟悉：使用常見、著名的程式，軟體，作業系統及硬體，若沒有經常更新系統，容易被攻擊者找到缺陷進行攻擊.[5]
- 互連：越來越多的實體連接、特權、通訊埠、通訊協定以及服務，每一項都會增加系統被攻擊的可能性[6]。
- 密碼管理缺陷：電腦使用者的密码若强度不足，可能會用暴力法破解[7]。電腦使用者將密碼放在電腦軟體可以存取的地方。使用者在不同的程式和網站上使用相同的密碼[3]
- 基本操作系统設計缺陷：操作系統設計者選擇去強化用戶管理或程式管理上的非最佳政策。例如使用預設允許（英语：default permit）政策的作業系統，給每一個使用者和軟體完整的權限可以存取整台電腦[3]。操作系统的缺陷讓病毒以及惡意軟體可以以管理者的身份執行指令[8]
- 瀏覽網站；有些網站可能會有有害的间谍软件或廣告軟體，在瀏覽後會自動安裝在電腦中。在瀏覽這些網站後，電腦即受到這些軟體的影響，可能會將個人資料傳送給第三方[9]
- 程序错误：軟體開發者在軟體中留下了可利用的漏洞，攻擊者可以用這個漏洞來濫用應用程式[3]
- 不適當的輸入驗證：程式假設所有使用者的輸入都是安全的，沒有檢查使用者輸入的程式，可能會因為無意或刻意的輸入而造成問題，例如缓冲区溢出、SQL注入等問題[3]
- 沒有從過去的錯誤中記取教訓[10][11]：例如大部份在IPv4通訊協定軟體上被發現的漏洞，又在IPv6版本中的重複出現[12]

研究已經證實大部份資訊系統中，最脆弱的部份是使用者、操作者、設計者或是其他的人；因此在分析時，人可能有不同的角色，例如資產、威脅、資訊資源等。社会工程学是目前越來越受重視的安全議題。

## 常见漏洞
- 零日漏洞
- SQL注入
- 缓冲区溢出
- 跨站脚本
- 死亡之Ping
- ARP欺骗
- FREAK漏洞
- Badlock